# Frederick Agnew Gill
Frederick Agnew Gill (Castletown, Illa de Man, 9 de juliol de 1873 – Lyndhurst, Hampshire, 4 de juny de 1938) va ser un jugador de polo britànic.
El 1900 va prendre part en els Jocs Olímpics de París, on guanyà la medalla de bronze en la competició de polo com a integrant de l'equip Bagatelle Polo Club de Paris. En aquest equip també hi competien Robert Fournier-Sarlovèze, Maurice Raoul-Duval i Edouard Alphonse de Rothschild. Gill va ser el primer habitant de l'illa de Man en participar en uns Jocs Olímpics.
Durant la Primera Guerra Mundial va ser ascendit fins al grau de capità. Posteriorment fou gerent en diferents períodes del Ranelagh Club de Londres.